# 50e régiment d'infanterie territoriale
Le 50e régiment d'infanterie territoriale est un régiment d'infanterie de l'armée de terre française qui a participé à la Première Guerre mondiale.

## Création et différentes dénominations
Le régiment reçoit son numéro par décret du 19 mars 1875, en prévision de la mobilisation à Belfort. Le 50e fut formé dans cette ville à la mobilisation de 1914.

## Chefs de corps
- 1914 : Lieutenant-colonel Hennocque
- début octobre 1915 : Lieutenant-colonel Joyeux

## Historique des garnisons, combats et batailles du50eRIT

### Première Guerre mondiale

#### Affectations
- Groupement sud de la défense mobile de Belfort d'octobre 1914 à août 1915
- 105e division d'infanterie territoriale d'août 1915 à mars 1916

## Drapeau
Il porte, cousues en lettres d'or dans ses plis, les inscriptions suivantes :
- Alsace 1914
- Verdun 1916